# Cool Britannia
Cool Britannia fue un término usado en algunos medios de comunicación para describir la cultura contemporánea del Reino Unido, acuñado a mediados de 1990 y que estuvo estrechamente asociado con el nuevo gobierno laborista de Tony Blair en política, así como el surgimiento de nuevas tendencias de moda, grupos de música y en el espectáculo que se hicieron eco del término dándole éxito tanto en su país como en el mundo. Se trató de un juego de palabras con el título de la canción patriótica Rule Britannia. La frase «Cool Britannia» fue utilizada por primera vez en 1967 como título de una canción por la banda Bonzo Dog Doo-Dah Band, pero no hay conexión entre el uso y la acuñación moderna del término. Esto parece haber surgido a partir de la descripción de Londres en la revista Newsweek a finales de 1996 como la capital más fría del planeta. La frase fue acuñada poco después y ampliamente utilizada en los medios de comunicación y en la publicidad. 

## Política

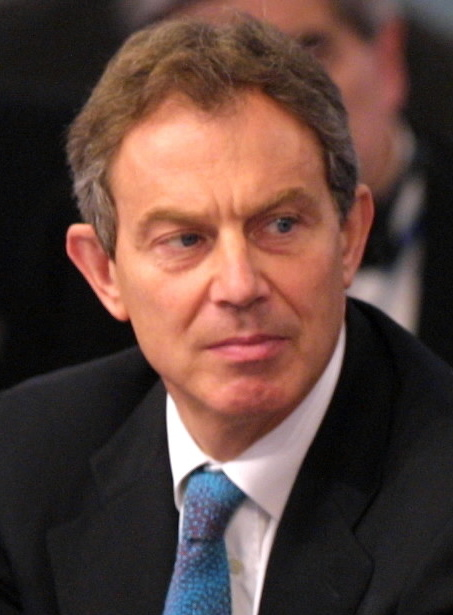
El ex primer ministro británico Tony Blair implementó «el nuevo laborismo» en su elección a finales los años 1990.

La elección del gobierno Blair en 1997 sobre una plataforma de modernización fue el revulsivo para impulsar la idea del Cool Britannia. Hubo un gran paralelismo entre esta y la frase «Swinging London» durante los primeros años del también gobierno laborista del ex primer ministro del Reino Unido, Harold Wilson. Trajo un renovado sentimiento de optimismo en el Reino Unido después de unos tumultuosos años setenta y ochenta.

## Espectáculo

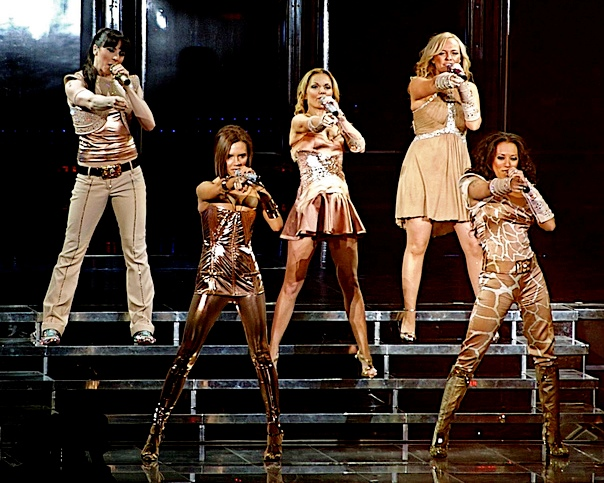
Las cantantes británicas Spice Girls fueron un fenómeno mundial durante la época del «Cool Britannia».

En la medida en que no tuvo ningún significado real, Cool Britannia se refirió a una moda pasajera en Londres durante los años 1990. Bandas como Blur, Oasis y, más tarde, las Spice Girls adoptaron dicha moda.
En 1996, en pleno festival de Cannes, una película independiente cambiaría el rostro de toda una generación con su potente mezcla de música y moda: Trainspotting. La cinta de Danny Boyle narró la particular perspectiva de un grupo de escoceses adictos a las drogas. Bajo ese trasfondo, y con el apoyo de una potente banda sonora liderada por Blur, Pulp, Elástica, New Order y varias otras bandas británicas, se desencadenó un nuevo episodio de fama para la movida londinense. Treinta años después del mítico Swinging London, Inglaterra y su cultura eran nuevamente objeto de admiración y fama en todo el mundo.

## Moda
En moda Suede, Elástica, Kate Moss en su apogeo junto a Alexander McQueen como los mimados de la moda, el símbolo Union Jack era otra vez base para la moda y fotografías – como lo había sido con The Who y el resto en los años 1960, ya que el Cool Britania se inspiraba en el Swinning London- y portadas de revistas como Vogue UK ayudaron a mantener esta fama hasta finales de la década.